# 17 (číslo)
Sedmnáct (17) je přirozené číslo, které následuje po čísle šestnáct a předchází číslu osmnáct. Římskými číslicemi se zapisuje XVII a jedná se o prvočíslo.

## Věda
- Atomové číslo chloru je 17

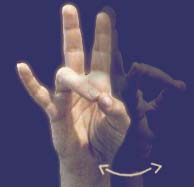
Znázornění čísla 17 prostřednictvím znakové řeči

- Prvky 17. skupiny periodické tabulky se označují jako halogeny
- Apollo 17 byl poslední let programu Apollo

## Náboženství
- 17 je číslo súry al-Isra (Noční cesta) v koránu

## Doprava
- Škoda 17Tr je typ československého trolejbusu
- Mezi letouny, jejichž název obsahuje číslo 17 patří například Boeing B-17 Flying Fortress, MiG-17, Nieuport 17, Jakovlev Jak-17 či Dornier Do 17

## Ostatní
- Celkový počet slabik v japonském haiku
- Sedmnáctibodová dohoda je právní dokument, který umožnil znovuobnovení svrchovanosti čínského státu, tedy Čínské lidové republiky, nad de facto nezávislým Tibetem, jenž vyhlásil svou nezávislost v roce 1912
- 17. dynastie je poslední ze staroegyptských královských dynastií
- Glock 17 je samonabíjecí pistole.
- Sedmnáct zastavení jara je sovětská románová série a televizní seriál
- Na stránku 17 české knihovny obvykle umisťují razítko, které značí, že knihovna výtisk vlastní[1]

## Roky
- 17
- 17 př. n. l.